# Кургашево
Курга́шево (рос. Кургашево) — присілок у складі Кігинського району Башкортостану, Росія. Входить до складу Леузинської сільської ради.
Населення — 279 осіб (2010; 319 в 2002).
Національний склад:
- башкири — 95 %